# Sociedad Internacional de Trastornos Afectivos
La Sociedad internacional de trastornos afectivos (en:International Society for Affective Disorders) es una organización psiquiátrica internacional con sede en el sur de Londres que investiga los trastornos del estado de ánimo.

## Historia y función
Se formó en febrero de 2004. Representa los trastornos afectivos para la Asociación Mundial de Psiquiatría (WPA, en París). Produce su revista, Journal of Affective Disorders. Celebra la conferencia bienal ISAD. Tiene su sede en el distrito londinense de Southwark, en el Instituto de Psiquiatría, Psicología y Neurociencia (IoPPN, anteriormente conocido como Instituto de Psiquiatría) en el King's College Hospital en Denmark Hill, en la A215 cerca del límite con el distrito londinense de Lambeth.